# Ramphocelus costaricensis
Ramphocelus costaricensis е вид птица от семейство Тангарови (Thraupidae).

## Разпространение
Видът е разпространен в Коста Рика и Панама.